# Farrah Mackenzie
Farrah Mackenzie (* 29. Oktober 2009 in Los Angeles, Kalifornien) ist eine US-amerikanische Schauspielerin.

## Karriere
Ihre ersten kleineren Rollen für Film und Fernsehen absolvierte Mackenzie in den 2010er Jahren u. a. im TV-Film Dolly Parton's Coat of Many Colors, im Thriller You Get Me und Serien wie Logan Lucky oder Ascension.
2020 war sie in der Science-Fiction-Serie Utopia in einer durchgehenden Rolle als Alice zu sehen. In der Sitcom United States of Al wirkte sie ebenfalls in der Hauptbesetzung mit.
Im Netflix-Endzeitfilm Leave the World Behind (2023) spielte sie an der Seite von Julia Roberts und Ethan Hawke deren Tochter Rose Sandford.

## Filmografie (Auswahl)
- 2014: Sitter Cam (Fernsehfilm)
- 2015: Dolly Parton's Coat of Many Colors (Fernsehfilm)
- 2017: You Get Me
- 2017: Logan Lucky (Fernsehserie)
- 2017: Please Stand By
- 2018: Amandy McKay (Kurzfilm)
- 2018: Ascension (Fernsehserie)
- 2019: Boléro (Kurzfilm)
- 2020: Utopia (Fernsehserie, 8 Folgen)
- 2021–2022: United States of Al (Fernsehserie, 29 Folgen)
- 2023: Leave the World Behind